# Rasputin – Orgien am Zarenhof
Rasputin – Orgien am Zarenhof ist ein deutscher Erotikfilm des Regisseurs Ernst Hofbauer aus dem Jahr 1983.

## Handlung
Als der Sohn des russischen Zaren erkrankt, hofft man auf den Wunderheiler Rasputin, der in Sibirien seinen Gelüsten nachgeht. Gräfin Golowina soll ihn von dort nach Sankt Petersburg bringen, was ihr gemeinsam mit ihrer Zofe auch gelingt. Am Hof des Zaren versucht Rasputin, dessen Sohn zu heilen, Ablenkung in ausgiebigen Orgien zu finden und gleichzeitig gegen ihn geschmiedete Komplotte zu überstehen.

## Sonstiges
- Die Handlung ist an die russische Historie angelehnt und schildert das Leben und Wirken des Grigori Jefimowitsch Rasputin, (1869–1916).
- Der Film zählt zu den aufwendigsten deutschen Produktionen im Erotikfilmbereich der 1980er Jahre. Neben den realistischen Szenen zeichnet sich der Film auch durch historische Genauigkeit in der Ausstattung und Handlung aus.
- Im Jahr 2006 wurde der Film von Herzog Video in einer ungekürzten und unzensierten Fassung auch auf DVD veröffentlicht.
- Der Film existiert in verschiedenen Fassungen. Neben der Hardcore-Version (ca. 120 Min.) wurde damals auch eine Softcore-Fassung (ca. 90 Minuten) in Umlauf gebracht. 2008 kam eine um weitere 10 Minuten gekürzte Variante der Softcore-Fassung auf den Markt, aus der noch mehr Sex und vor allem Gewalt geschnitten wurde.[1]
- Heidi Wujek entwarf die Kostüme.
- Alois Brummer produzierte 1983 auch das Werk Katharina und ihre wilden Hengste.

## Kritik
Das Lexikon des internationalen Films nannte die Softcore-Version des Films „kläglich“.